# Ceratostema oellgaardii
Ceratostema oellgaardii är en ljungväxtart som beskrevs av J. L. Luteyn. Ceratostema oellgaardii ingår i släktet Ceratostema och familjen ljungväxter. Inga underarter finns listade i Catalogue of Life.